# Siège de Constantinople (717-718)
Vous lisez un « bon article » labellisé en 2012.
Pour les articles homonymes, voir Siège de Constantinople.
Guerres byzantino-omeyyades
Batailles
- 1er Constantinople
- Sébastopolis
- Carthage
- Tyane
- 2e Constantinople
- Nicée
- Akroinon

Le second siège arabe de Constantinople en 717-718 est un siège terrestre et maritime de Constantinople, la capitale de l'Empire romain d'Orient, par les Arabes du Califat omeyyade. La campagne est le point culminant de trente ans d'attaques et d'empiètement par les Arabes sur les régions frontalières de l'Empire romain d'Orient alors en plein désordre interne. Les Arabes dirigés par Maslama ben Abd al-Malik envahissent l'Asie Mineure romaine en 716. Ils espèrent initialement exploiter la guerre civile en cours entre le général Léon l'Isaurien et Théodose III mais Léon parvient à mettre la main sur le trône avant le début du siège.
Après avoir passé l'hiver sur les côtes d'Asie Mineure, l'armée arabe passe en Europe et pénètre en Thrace au début de l'été 717. Elle construit des lignes de siège pour mettre en place un blocus de la cité, qui est protégée par les imposants remparts théodosiens. La flotte arabe qui accompagne l'armée et doit compléter le blocus par mer est neutralisée peu après son arrivée par la marine romaine et sa supériorité technique notamment l'utilisation du feu grégeois. Cela permet à Constantinople de continuer à être ravitaillée par mer tandis que l'armée arabe est frappée par la famine et les maladies au cours de l'hiver inhabituellement dur qui suit. Lors du printemps 718, les deux flottes arabes envoyées en renfort par le calife Omar II sont détruites par les Romains après que leur équipage chrétien eut fait défection. En outre, une armée de soutien envoyée à travers l'Asie Mineure tombe dans une embuscade et est vaincue. Ces événements, couplés avec l'attaque des Bulgares sur leurs arrières, forcent les Arabes à lever le siège le 15 août 718. Lors de sa retraite, la flotte arabe est presque totalement détruite par des tempêtes et des attaques romaines.
L'échec de ce siège a des répercussions de grande envergure. Le sauvetage de Constantinople assure la survie future de l'Empire romain d'Orient tandis que les perspectives stratégiques du califat sont perturbées. Bien que des incursions régulières sur les terres romaines se poursuivent, l'objectif d'une invasion complète est abandonné. Le siège est aussi connu pour avoir freiné l'expansion de l'islam en Europe et, de ce fait, il est souvent considéré comme l'une des plus grandes batailles de l'histoire.

## Sources
Les informations disponibles sur le siège viennent de sources postérieures, elles sont souvent contradictoires. La principale source romaine est le récit détaillé de la chronique de Théophane le Confesseur et, plus secondairement, le récit du Breviarium du patriarche Nicéphore Ier de Constantinople. Ces deux textes présentent quelques différences, notamment chronologiques. En ce qui concerne les évènements lors du siège, les deux auteurs semblent utiliser une source primaire écrite durant le règne de Léon III qui présente ce dernier sous un jour favorable. Toutefois, Théophane s'appuie apparemment aussi sur une biographie inconnue de Léon pour les évènements de 716. Les sources arabes sont principalement issues du Kitab al-'Uyun du XIe siècle et du récit plus concis présent dans les Chroniques de Tabari. Ces deux textes reposent sur les récits d'écrivains arabes plus anciens mais sont plus confus et contiennent des éléments légendaires. Les récits en langue syriaque sont basés sur Agapios de Manbij qui reprend probablement plus brièvement la même source primaire que Théophane,.

## Contexte

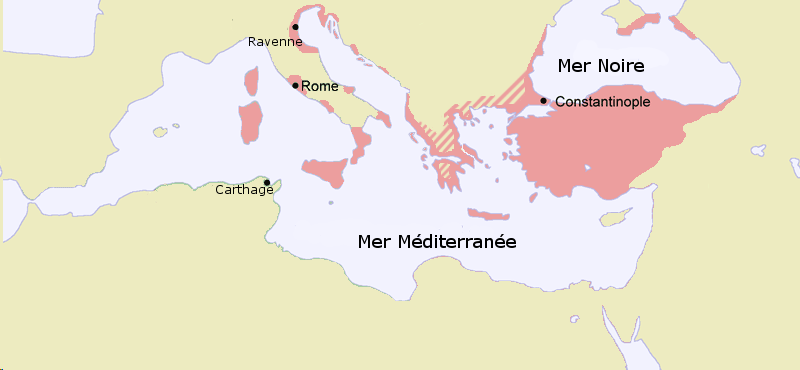
L'Empire romain d'Orient en 717.

Après le premier siège de Constantinople par les Arabes (674-678), les Arabes et les Romains jouissent d’une période de paix. À partir de l’année 680, le Califat omeyyade est en proie à la deuxième guerre civile musulmane (deuxième fitna) et les Romains prennent brièvement l’ascendant en Orient, ce qui leur permet d’exiger de lourds tributs de la part du gouvernement omeyyade de Damas. En 692, date de la fin de la deuxième guerre civile avec la victoire des Omeyyades, Justinien II rouvre les hostilités. Toutefois, ces dernières voient les Arabes remporter une série de victoires qui leur permettent d'accroite leur emprise sur le Caucase. Un nouveau coup dur est porté à l'Empire romain dans cette région lorsqu'en 697, le patricien de Lazique cesse de reconnaître son autorité pour se faire le vassal des Arabes, qui commencent alors à empiéter sur les terres romaines. Année après année, les généraux du califat, souvent issus de la famille omeyyade, lancent des raids sur le territoire romain et prennent des villes et des forteresses,. Après 712, le système défensif romain commence à montrer des signes d’effondrement. Les raids arabes pénètrent de plus en plus profondément en Anatolie tandis que les forteresses frontalières sont régulièrement attaquées et mises à sac, et que la réaction romaine est de plus en plus faible,. Les Arabes sont aidés dans leurs attaques par la période prolongée d'instabilité interne que connaît l'Empire romain d'Orient après la première déposition de Justinien II en 695. Lors de cette période, le trône romain change de mains à sept reprises lors de rébellions violentes. Toutefois, comme le précise l'historien Warren Treadgold « Les attaques arabes se seraient de toute façon intensifiées après la fin de leur propre guerre civile… Avec plus d'hommes, de terres et de richesses que les Byzantins, les Arabes avaient commencé à concentrer toutes leurs forces contre ceux-ci. Maintenant, ils menaçaient d'annihiler complètement l'empire en prenant sa capitale »>.

## Phases préliminaires de la campagne

### Préparatifs des deux camps

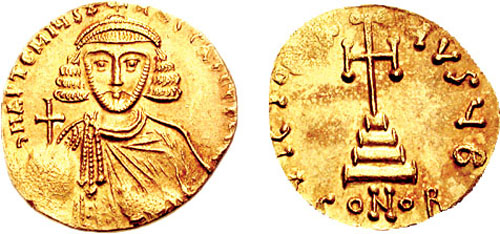
Solidus en or représentant Anastase II qui prépare la ville de Constantinople à soutenir un siège par les Arabes.

Les succès arabes ouvrent la voie d'un deuxième assaut contre Constantinople. Ce projet se développe lors du règne du calife Al-Walīd Ier. Après la mort de ce dernier en 715, son frère et successeur Sulayman reprend le projet avec une vigueur renouvelée, en raison d'une prophétie disant qu'un calife portant le nom d'un prophète capturerait Constantinople. Or Sulayman (Salomon) est le seul membre de la famille omeyyade à porter un tel nom. Selon les sources syriaques, le nouveau calife jure même de « ne pas arrêter la lutte contre Constantinople avant d'avoir épuisé le pays des Arabes ou d'avoir pris la cité »,. Les forces omeyyades commencent à se rassembler à Marj Dabiq, au nord d'Alep, sous la supervision directe du calife. Toutefois, comme ce dernier est trop malade pour diriger la campagne en personne, il confie le commandement de l'expédition à son frère Maslama ben Abd al-Malik. L'opération contre Constantinople intervient à un moment où l'État omeyyade connaît une période d'expansion continue à l'est et à l'ouest : les armées d'Al-Iachkouri sont aux portes d'Aksou, celles d'Al-Hurr aux pieds des Pyrénées.
Les préparatifs arabes, notamment la construction d'une importante flotte, ne sont pas inconnus des Romains. L'empereur Anastase II envoie une ambassade à Damas dirigée par le patrice et préfet urbain Daniel de Sinope dans le but officiel de supplier les Arabes de ne pas mettre à exécution leur plan. Officieusement, cette mission doit surtout espionner les Arabes. De son côté, Anastase commence à se préparer pour un siège inévitable. Les fortifications de Constantinople sont réparées et équipées avec une importante artillerie, tandis que des provisions sont apportées au sein de la cité. Enfin, les habitants qui ne peuvent stocker de la nourriture pour au moins trois ans sont évacués de Constantinople,. Anastase renforce aussi sa marine et, au début de 715, il l'envoie contre la flotte arabe qui vient d'arriver sur les rivages de Lycie, à Phoenicus, pour s'y ravitailler en bois. Toutefois, à Rhodes, la flotte romaine encouragée par les soldats du thème de l'Opsikion se rebelle et tue son commandant, Jean le Diacre. Elle fait ensuite voile vers le nord et Adramyttion. Là, elle choisit comme empereur un collecteur d'impôt peu enthousiaste, du nom de Théodose,. Anastase se rend en Bithynie dans le thème de l'Opsikion pour se confronter aux rebelles. Cependant, la flotte rebelle fait voile vers Chrysopolis. De là, elle lance des attaques contre Constantinople jusqu'à ce que l'été suivant, des partisans lui ouvrent les portes de l'intérieur. Anastase reste à Nicée durant plusieurs mois, jusqu'à ce qu'il accepte d'abdiquer et de se retirer comme moine. Cela ne met pas pour autant fin à l'instabilité. En effet, en plus d'être décrit par les sources comme incapable et peu disposé à devenir empereur, Théodose est perçu comme une marionnette aux mains de l'Opsikion, ce qui provoque la réaction des autres thèmes, notamment ceux des Anatoliques et des Arméniaques, sous l'égide de leur stratège respectif : Léon l'Isaurien et Artabasde,.

### La marche des Arabes sur Constantinople
Dans ces conditions de quasi-guerre civile, les Arabes commencent leur progression soigneusement préparée. En septembre 715, l'avant-garde dirigée par le général Sulayman ibn Mou'adh marche à travers la Cilicie en Asie Mineure, prenant la forteresse stratégique de Loulon sur sa route. Il passe ensuite l'hiver à Afik, une localité non identifiée près de l'extrémité occidentale des Portes ciliciennes. Au début de 716, l'armée de Sulayman continue sa progression dans l'Asie Mineure centrale. La flotte omeyyade dirigée par l'amiral Omar ibn Houbaïra (en) croise le long de la côte de la Cilicie, pendant que Maslama attend avec le gros de l'armée au Bilad el-Cham. Les Arabes espèrent que la désunion parmi les Romains jouera à leur avantage. Maslama a déjà établi des contacts avec Léon l'Isaurien. On ne sait pas ce qu'a promis Léon à Maslama. L'historien français Rodolphe Guilland a émis l'hypothèse que Léon a promis de devenir un vassal du califat, bien que les généraux romains aient essayé d'utiliser les Arabes pour servir leurs propres intérêts. De son côté, Maslama soutient Léon en espérant renforcer le désordre interne de l'Empire romain d'Orient et affaiblir celui-ci, dans le but de faciliter la prise de Constantinople,.

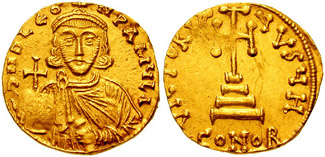
Solidus de Léon III.

Le premier objectif de Sulayman est la forteresse stratégiquement importante d'Amorium, que les Arabes veulent utiliser comme base pour passer le prochain hiver. La ville a été laissée sans défense dans la confusion de la guerre civile et tomberait facilement dans les mains des forces du calife. Toutefois, les Arabes se servent de cette occasion pour renforcer la position de Léon comme contrepoids à Théodose. Ainsi, ils n'acceptent les termes de la reddition qu'à la condition que les habitants reconnaissent Léon comme empereur. Les habitants obéissent mais n'ouvrent toujours pas leurs portes aux Arabes. Léon lui-même vient à proximité peu après avec une poignée de soldats. À la suite d'une série de ruses et de négociations, il parvient à y installer une garnison de 800 hommes. L'armée arabe, entravée dans ses objectifs et faisant face à une baisse de ses provisions, se retire. Léon lui-même parvient à s'échapper avec succès vers la Pisidie et, lors de l'été suivant, il est couronné empereur avec le soutien d'Artabasde,.
Le succès de Léon est un coup de chance pour les Romains, car Maslama et l'armée arabe principale ont dans le même temps traversé les montagnes du Taurus et marchent droit sur Amorium. En outre, comme le général arabe n'a reçu aucune nouvelle du double accord de Léon, il ne dévaste pas les territoires qu'il traverse dans les Anatoliques et dans les Arméniaques, dont les gouverneurs sont toujours censés être des alliés,. Lorsqu'il rencontre l'armée de Sulayman se repliant et qu'il apprend ce qu'il s'est passé, Maslama change de direction. Il attaque Akroïnon et de là, il marche vers les côtes occidentales où il passe l'hiver. Sur sa route, il met à sac Sardes et Pergame. La flotte arabe passe l'hiver en Cilicie,,. Dans le même temps, Léon commence à marcher en direction de Constantinople. Il s'empare de Nicomédie où il trouve et capture parmi d'autres dignitaires le fils de Théodose. Il se dirige ensuite vers Chrysopolis. Au printemps 717, après de courtes négociations, il s'assure de l'abdication de Théodose qui le reconnaît comme empereur. Léon entre dans la capitale le 25 mars. Théodose et son fils reçoivent l'autorisation de se retirer dans un monastère comme moines. Quant à Artabase, il est récompensé en étant promu au rang de curopalate et en recevant la main d'Anne, la fille de Léon,.

## Forces en présence

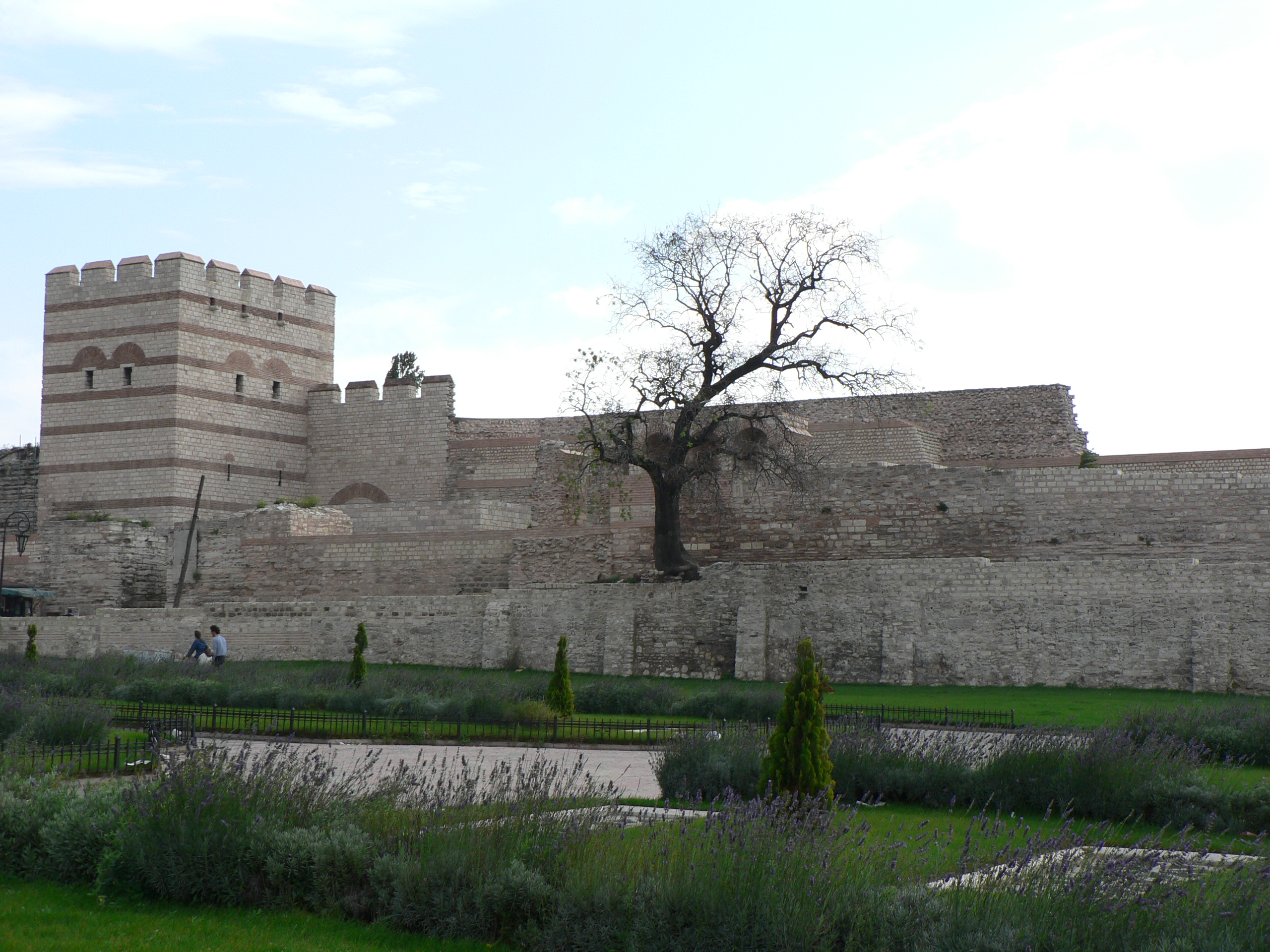
Muraille de Théodose.

Au début de la campagne, les Arabes se préparent pour un assaut majeur contre Constantinople. La chronique de Zuqnîn de la fin du VIIIe siècle rapporte que les Arabes sont « indénombrables » tandis que le chroniqueur syrien Michel le Syrien du XIIe siècle mentionne une armée de 200 000 hommes et 5 000 navires, des chiffres certainement gonflés. L'écrivain arabe du Xe siècle Al Masû'dî parle de 120 000 hommes et le récit du IXe siècle de Théophane le Confesseur de 1 800 navires. Des provisions pour plusieurs années sont accumulées et des engins de siège ainsi que des matériaux incendiaires (naphta) sont transportés aux côtés de l'armée. Le seul corps chargé de l'approvisionnement pourrait avoir compté 12 000 hommes, 6 000 chameaux et 6 000 mulets. En outre, selon l'historien du XIIIe siècle Bar-Hebraeus, les effectifs comprennent 30 000 volontaires (mutawa) pour la guerre sainte (djihad),,. Quel que soit le nombre exact de soldats, les assiégeants sont considérablement plus nombreux que les défenseurs. Selon Treadgold, l'armée arabe pourrait être supérieure en nombre à l'ensemble des troupes militaires romaines. Les détails sur la composition de l'armée arabe sont inconnus, à l'exception du fait qu'elle comprend principalement des Syriens et des Djéziriens de l'élite de l'ahl al-Cham (« Peuple du Cham »). Ces troupes sont le principal pilier du régime omeyyade et les vétérans des guerres contre les Romains,. Aux côtés de Maslama, Omar ibn Houbaïra (en), Sulayman ibn Mou'adh et Bakhtari ibn al-Hasan sont mentionnés comme ses lieutenants par Théophane et l'historien du Xe siècle Agapios de Manbij. Le texte du XIe siècle Kitab al-'Uyun remplace Bakhtari par Abdallah al-Battal,.
Bien que le siège consomme une grande partie des ressources du califat, ce dernier a encore les capacités de lancer des raids contre la frontière romaine en Asie Mineure orientale au cours du siège. En 717, Daoud, le fils du calife, prend une forteresse près de Mélitène. En 718, Amr ibn Qais lance un raid sur la frontière. Du côté romain, les effectifs sont inconnus. En plus des préparations d'Anastase II (qui ont peut-être été négligées après sa déposition), les Romains peuvent compter sur l'aide du khanat bulgare du Danube avec lequel Léon a conclu un traité qui pourrait avoir contenu les termes d'une alliance contre les Arabes.

## Déroulement

Carte des environs de Constantinople. Le Mur d'Anastase assurant la défense extérieure de Constantinople n'est à cette époque plus entretenu et laissé sans garnisons.

### Été 717 - hiver 718: le siège s'installe dans la durée
Au début de l'été, Maslama ordonne à sa flotte de faire voile pour le rejoindre et lui permettre de traverser l'Hellespont et de débarquer en Thrace. Les Arabes commencent alors leur marche sur Constantinople tout en dévastant les campagnes qu'ils traversent,. Ils en profitent pour rassembler de l'approvisionnement et mettre à sac les villes qu'ils rencontrent. À la mi-juillet ou à la mi-août, l'armée arabe atteint Constantinople et l'isole complètement par terre en construisant une double muraille en pierre, l'une faisant face à la cité et l'autre faisant face à la campagne thrace. Les Arabes construisent leur camp entre ces deux remparts. Selon les sources arabes, Léon offre alors un tribut pour sauver la cité en promettant une pièce d'or pour chaque habitant. Toutefois, Maslama répond qu'il ne peut y avoir de paix avec le vaincu et que la garnison arabe de Constantinople a déjà été choisie,.
La flotte arabe dirigée par Sulayman ibn Mou'adh (souvent confondu avec le calife lui-même dans les sources médiévales) arrive le 1er septembre. Elle jette d'abord l'ancre près d'Hebdomon. Deux jours plus tard, Sulayman conduit sa flotte dans le Bosphore et les diverses escadres commencent à jeter l'ancre près des banlieues européennes et asiatiques de la capitale. Une partie de la flotte jette l'ancre au sud de Chalcédoine, dans les ports d'Eutropios et d'Anthémios, pour contrôler l'entrée sud du Bosphore, tandis que le reste de la flotte mouille dans le détroit et commence à débarquer sur le rivage entre Galata et Kleidion pour couper les communications entre Constantinople et la mer Noire. Toutefois, alors que l'arrière-garde de la flotte arabe comprenant vingt navires lourds avec 2 000 fantassins de marine passe à proximité de la ville, le vent du sud l'arrête avant de la repousser vers les murs de Constantinople. Là, une escadre romaine l'attaque avec du feu grégeois. Théophane rapporte que certains navires sombrent avec tout leur équipage tandis que d'autres brûlent. Cette victoire remonte le moral des Romains et décourage les Arabes. Selon Théophane, ces derniers avaient d'abord pour but de faire voile vers les murs maritimes la même nuit et d'essayer de les gravir en utilisant les rames des navires. La même nuit, Léon relève la chaîne entre la ville et Galata pour fermer l'entrée de la Corne d'Or. La flotte arabe renonce alors à engager les Romains et se retire vers le port de Sosthenion (actuel İstinye) plus au nord, sur la côte européenne du Bosphore,,.

### Hiver 718 - été 718: de l'érosion au départ des forces arabes

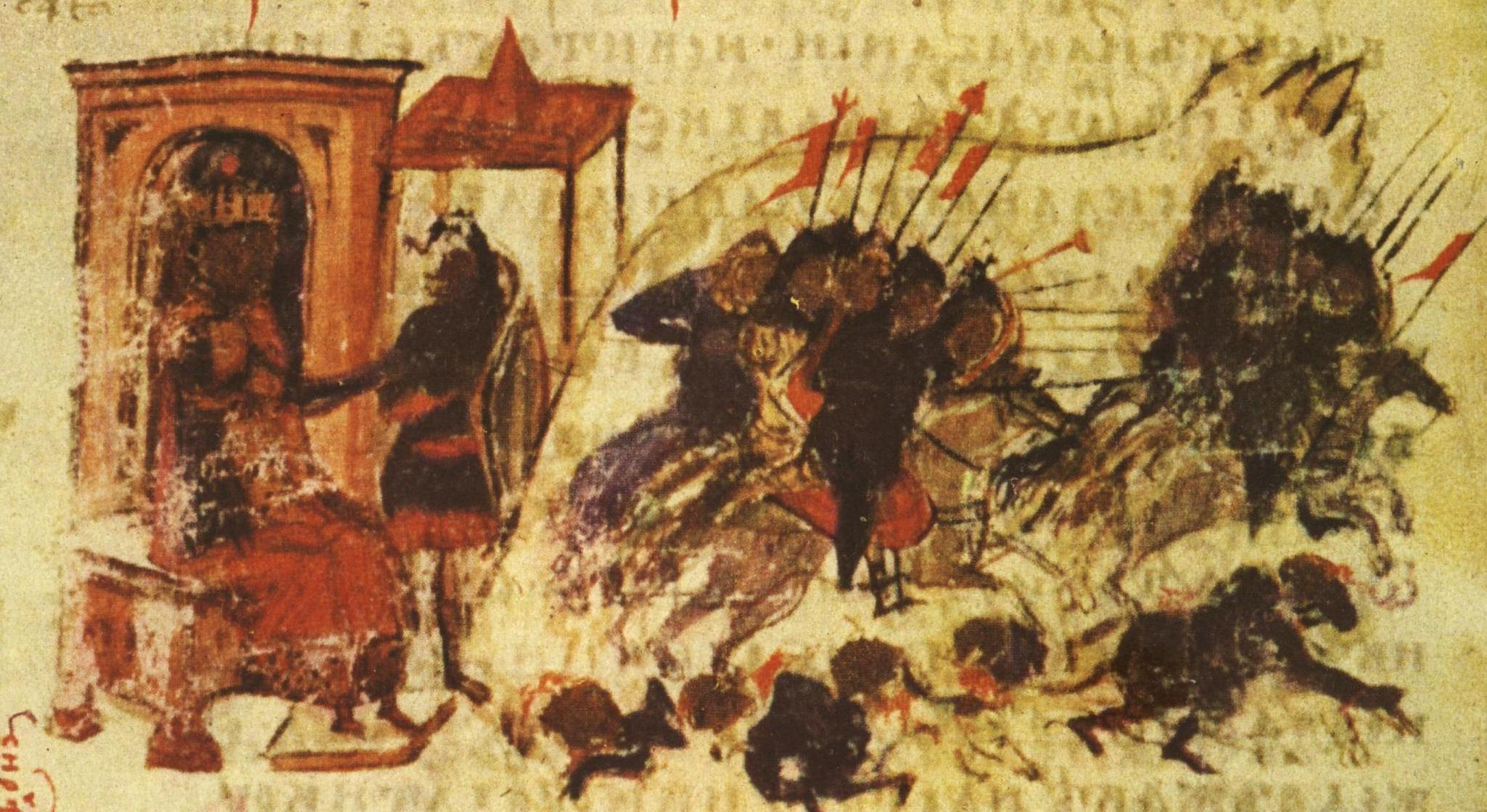
Le second siège arabe de Constantinople représenté dans la traduction en bulgare de la chronique de Manassès.

L'armée arabe est bien approvisionnée, les vivres étant entassés en de grands tas au sein de leur camp. Ils ont ainsi apporté du blé à semer et récolter l'année suivante. Toutefois, l'échec du blocus maritime de Constantinople permet aux Romains de continuer à approvisionner la cité. En outre, l'armée arabe ayant dévasté la campagne thrace, elle ne peut compter sur cette dernière pour son approvisionnement. La flotte arabe et la deuxième armée arabe qui opère contre les banlieues asiatiques de Constantinople parviennent à fournir quelques ravitaillements à l'armée de Maslama. Alors que le siège s'étend durant l'hiver, des négociations s'ouvrent entre les deux parties. Elles sont rapportées en détail par les sources arabes mais ignorées par les historiens romains. Selon les récits arabes, Léon continue de jouer un double jeu. Une version affirme qu'il convainc par ruse Maslama de lui envoyer la plupart de ses provisions en céréales. Une autre version dit que le général arabe est persuadé par l'empereur de brûler ses réserves pour montrer aux habitants de la cité qu'ils vont faire face à un assaut imminent et les inciter à se rendre. L'hiver de l'année 718 est incroyablement rude. La neige recouvre le sol trois mois durant. Alors que les provisions présentes dans le camp arabe s'épuisent, une forte famine s'installe. Les soldats sont contraints de manger leurs chevaux, leurs chameaux et tout leur bétail, ainsi que les écorces et les racines des arbres. Ils enlèvent la neige des champs qu'ils ont semés pour manger les pousses encore vertes. Des cas de cannibalisme sont aussi rapportés. L'armée arabe est ravagée par les épidémies et, selon l'historien lombard Paul le Diacre, le nombre des morts de la faim et de la maladie s'élève à 300 000,.
La situation semble s'améliorer quand Omar II, le nouveau calife, envoie deux flottes de secours à l'armée arabe. Elles comprennent 400 navires venant d'Égypte sous le commandement d'un dénommé Sufyan et 360 navires venant d'Ifriqiya dirigés par Izid. Tous ces navires sont chargés d'armes et de provisions. Dans le même temps, une armée commence à traverser l'Asie Mineure pour soutenir le siège. Quand les deux flottes arrivent en mer de Marmara, elles restent à distance des Romains et de leur feu grégeois et jettent l'ancre sur le rivage asiatique. La flotte égyptienne se positionne dans le golfe de Nicomédie près de l'actuelle ville de Tuzla et la flotte africaine mouille au sud de Chalcédoine. La plupart des équipages sont composés de chrétiens africains et notamment de Coptes. Cependant, ils commencent à déserter et à rejoindre les Romains après leur arrivée. Grâce aux informations reçues sur l'arrivée et la disposition des renforts arabes, Léon lance sa flotte dans une attaque contre les flottes adverses. Handicapés par la défection de leurs équipages et sans défense contre le feu grégeois, les navires arabes sont détruits ou capturés avec les armes et les provisions qu'ils transportent. Constantinople est dès lors assurée de ne pas subir d'attaque maritime. En outre, sur terre aussi les Romains sont victorieux. Leurs troupes parviennent à tendre une embuscade à l'armée arabe dirigée par un certain Mardasan et réussissent à la mettre en déroute dans les collines autour de Sophon, au sud de Nicomédie.
Dorénavant, Constantinople peut facilement être réapprovisionnée par mer et les pêcheurs de la cité peuvent reprendre leurs activités. Souffrant toujours de la faim et de la peste, les Arabes perdent une bataille importante contre le khanat bulgare du Danube. Les Bulgares auraient tué 22 000 hommes selon Théophane. Néanmoins, on ne sait pas s'ils ont attaqué le camp arabe du fait du traité signé avec Léon ou si les Arabes ont pénétré sur leur territoire pour y chercher de l'approvisionnement, comme cela est mentionné par la Chronique syriaque de 846. Michel le Syrien rapporte que les Bulgares avaient participé au siège depuis son début en attaquant les Arabes lors de leur passage en Thrace puis attaqué leur campement par la suite, mais cette information n'est corroborée par aucune autre source,,. Quoi qu'il en soit, le siège est un échec et le calife Omar II envoie l'ordre à Maslama de battre en retraite. Après 13 mois, le 15 août 718, les Arabes lèvent le siège. Cette date coïncide avec la fête de la Dormition de la Vierge. De ce fait, les Romains attribuent leur victoire à son action. Lors de leur repli, les Arabes ne subissent aucune attaque mais leur flotte perd de nombreux navires dans une tempête sur la mer de Marmara, tandis que d'autres navires sont brûlés par des cendres venant du volcan de l'archipel de Santorin. Certains survivants sont ensuite capturés par les Romains. Selon Théophane, seuls cinq navires rentrent ainsi finalement en Syrie. Les sources arabes affirment que les pertes arabes s'élèvent à 150 000 hommes lors de l'ensemble du siège, un chiffre qui, en dépit de son exagération évidente, donne une idée de l'importance de la défaite.

## Conséquences et impact

### Le rétablissement des Romains

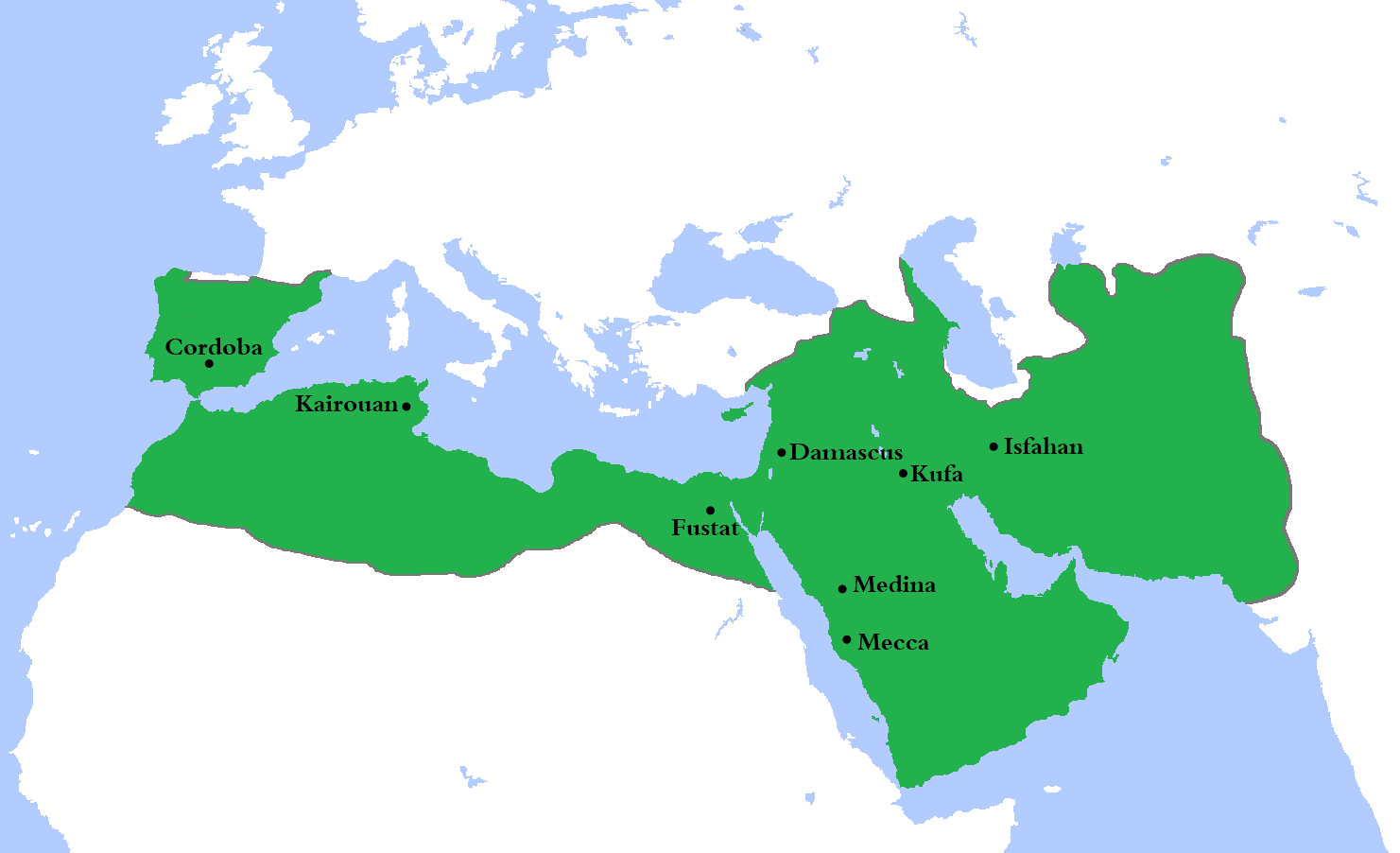
Le Califat omeyyade vers 750 à son apogée territorial.

L'échec de l'expédition fragilise le Califat omeyyade. Bernard Lewis dit ainsi : « Cet échec entraîne une période critique pour le pouvoir omeyyade. La pression financière provoquée par la nécessité d'équiper et de maintenir l'expédition a causé une aggravation du poids financier et fiscal, qui a déjà été à l'origine d'une dangereuse opposition. La destruction de la flotte et de l'armée de Syrie près des murs maritimes de Constantinople prive le régime du support principal de son pouvoir ». Le coup porté à la puissance du califat est sévère et bien que l'armée ne souffre pas de pertes aussi élevées que la flotte, Omar songe à abandonner les récentes conquêtes d'Hispanie et de Transoxiane et à évacuer complètement la Cilicie et les autres territoires romains pris par les Arabes les années précédentes. Bien que ses conseillers l'avisent de ne pas prendre de décisions aussi drastiques, la plupart des garnisons arabes sont retirées des fortifications romaines d'Al-thughur. En Cilicie, seule Mopsueste reste entre les mains des Arabes comme position défensive pour protéger Antioche,. En outre, les Khazars, régulièrement soutenus par la diplomatie romaine font peser une menace croissante sur la frontière caucasienne des Omeyyades, obligeant ces derniers à y mobiliser d'importantes forces jusqu'à l'invasion de la Khazarie par Marwan en 737 qui obtient du khagan la cessation des hostilités. De plus, les Romains reprennent le contrôle de territoires en Arménie occidentale pour un temps. En 719, la flotte romaine lance un raid contre la côte syrienne et incendie le port de Laodicée. En 720 ou 721, les Romains attaquent et mettent à sac la cité de Tinnis en Égypte,. Léon restaure aussi le contrôle romain sur la Sicile où des fausses nouvelles annonçant la prise de la ville par les Arabes avaient poussé le stratège Serge (el) à proclamer son adjoint Basile Onomagoulos (en) comme Empereur sous le nom de Tibère. Toutefois, c'est aussi à cette époque que le contrôle romain sur la Sardaigne et la Corse cesse. En outre, les Romains ne parviennent pas à exploiter leur succès en lançant des attaques contre les Arabes. En 720, après deux ans d'interruption, les raids arabes contre l'empire reprennent bien qu'ils ne soient plus destinés à entraîner des conquêtes. Leur but n'est plus que d'amasser des butins. Les attaques arabes s'intensifient lors des deux décennies qui suivent, jusqu'à ce qu'une victoire romaine décisive lors de la bataille d'Akroinon en 740 change la donne. Après des défaites militaires dans d'autres régions et une instabilité interne qui culmine avec la révolution des Abbassides (en) davantage isolationnistes et tournés vers l'Orient, l'âge de l'expansion arabe est terminé,,.

### Examen historique et portée de l'évènement
Le deuxième siège arabe de Constantinople représente un danger bien plus grand pour les Romains que le premier. En effet, ce siège est mieux planifié. En 717-718, les Arabes essaient d'isoler complètement la cité plutôt que de se limiter à un blocus incomplet comme en 674-678. Ce siège illustre l'effort fourni par le califat pour « couper la tête » de l'Empire romain d'Orient. Sa réussite aurait entrainé la chute des provinces restantes, notamment en Asie Mineure. L'échec arabe est principalement dû à la logistique, du fait de l'éloignement des bases syriennes. La supériorité de la marine romaine et du feu grégeois, la solidité des fortifications de Constantinople et l'habileté de Léon III dans la duperie et la négociation qui jouent aussi des rôles importants.

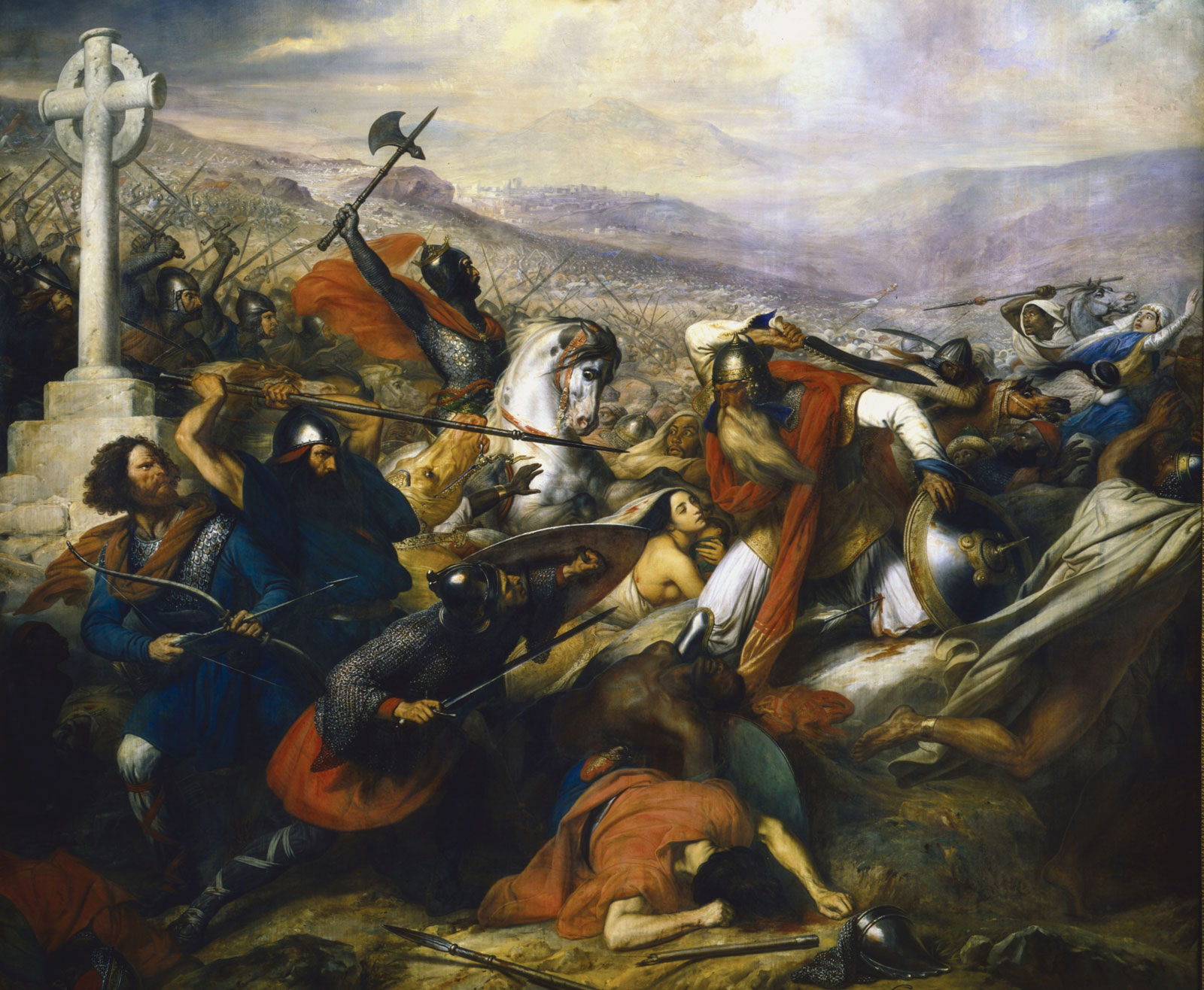
Le siège de Constantinople de 717-718 est souvent comparé à la bataille de Poitiers, deux affrontements qui entravent l'expansion musulmane en Europe.

Sur le long terme, l'échec de ce siège a un impact profond sur la nature de la guerre entre les Romains et le califat. En effet, le but des musulmans de prendre Constantinople est abandonné et la frontière entre les deux empires se stabilise le long des montagnes du Taurus et de l'Anti-Taurus, les deux adversaires lançant des raids réguliers de l'autre côté de la frontière. Durant cette incessante guerre de frontière, les villes frontalières et les forteresses changent fréquemment de mains. Toutefois, le contour général de la frontière reste le même durant deux siècles, jusqu'aux reconquêtes romaines du Xe siècle menées par les généraux Jean Kourkouas, Nicéphore Phocas et Jean Tzimiskès,,. Du côté musulman, les razzias en viennent à acquérir un aspect presque rituel. Ils sont valorisés comme étant des symboles du djihad et du rôle du calife comme chef de la communauté musulmane.
L'issue du siège est aussi d'une importance historique considérable. L'échec de la prise de Constantinople préserve l'existence de l'Empire romain d'Orient, qui agit comme un rempart contre l'expansion musulmane en Europe jusqu'au XVe siècle, quand l'Empire ottoman finit par prendre sa capitale. Le succès dans la défense de Constantinople a été associé à la bataille de Poitiers en 732, lors de laquelle les Francs stoppent la progression musulmane en Europe de l'Ouest. Paul K. Davis écrit qu'« en repoussant l'invasion musulmane, l'Europe reste aux mains des chrétiens et plus aucune menace musulmane sérieuse n'intervient jusqu'au XVe siècle. Cette victoire coïncide avec la victoire franque à Poitiers, limitant l'expansion occidentale de l'islam au sud de la Méditerranée ». De même, l'historien John B. Bury fait de 718 une « date œcuménique », tandis que l'historien grec Spyrídon Lámpros compare le siège à la bataille de Marathon et Léon III à Miltiade. De ce fait, les historiens militaires incluent souvent le siège parmi les « batailles décisives » de l'histoire mondiale,.

### Impact culturel
Parmi les Arabes, le siège de 717-718 devient l'expédition contre l'Empire romain d'Orient la plus célébrée et la plus racontée. Plusieurs récits ont survécu mais la plupart ont été écrits lors des années ultérieures et sont en partie fictionnels et contradictoires. Dans la légende arabe ultérieure, la défaite est transformée en victoire. Maslama ne partant qu'après être entré symboliquement dans la capitale romaine sur son cheval et accompagné de trente cavaliers. Ils sont reçus par Léon avec honneur et l'empereur les conduit dans la basilique Sainte-Sophie. Après que Léon lui a rendu hommage et lui a promis le paiement d'un tribut, Maslama et les 30 000 soldats restants parmi les 80 000 originellement membres de l'expédition rentrent au Bilad el-Cham,,. L'histoire du siège a influencé des épisodes similaires de la littérature épique arabe. Un siège de Constantinople est mentionné dans l'histoire d'Omar ibn al-Nu'uman et de ses fils dans Les Mille et Une Nuits, tandis que Maslama et le calife Sulayman apparaissent dans une histoire des Mille et Une Nuits venant du Maghreb. Le commandant des gardes de Maslama, Abdallah al-Battal, devient une figure célébrée dans la poésie arabe et turque comme « Battal Ghazi » en référence à ses exploits lors des raids arabes de la décennie suivante. De même, le texte épique du Xe siècle Delhemma, lié au mythe de Battal, livre une version romancée du siège de 717-718,.
Les traditions romaines et musulmanes ultérieures attribuent aussi la construction de la première mosquée de Constantinople, près du prétoire de la cité, à Maslama. En réalité, cette mosquée a probablement été érigée autour de 860, après la visite d'une ambassade du calife Mutawakkil la même année,,. La tradition ottomane attribue aussi la construction de la mosquée Arap (située à Galata et non au sein même de Constantinople) à Maslama bien qu'elle soit datée aux alentours de 686, probablement par confusion avec la première attaque arabe contre Constantinople dans les années 670.
Finalement, du fait de leurs échecs devant Constantinople et de la résistance prolongée de l'Empire romain d'Orient, les musulmans repoussent la prise de Constantinople à un futur éloigné. Ainsi, la chute de la cité en vient à être vue comme l'un des signes de l'arrivée de la fin des temps dans l'eschatologie islamique,.